# Phyllobates samperi
Phyllobates samperi — вид жаб родини дереволазових (Dendrobatidae). Описаний у 2024 році.

## Назва
Вид названо на честь колумбійського біолога Крістіана Сампера за його тривалий вплив на світ природоохоронної науки та охорони навколишнього середовища. Будучи директором-засновником Колумбійського інституту біорізноманіття Олександра фон Гумбольдта, президентом і генеральним директором Товариства охорони дикої природи, директором Смітсонівського національного музею природної історії та керуючим директором Фонду Землі Безоса, Сампер є провідним голосом у глобальних зусиллях щодо збереження, наглядаючи за ініціативами, які охоплюють 65 країн, щоб захистити 11,6 мільйонів квадратних кілометрів диких місць. Досвід Сампера в галузі біорізноманіття та політики зіграв важливу роль у формуванні міжнародного діалогу навколо охорони природи, що зробило його шанованою фігурою на перетині науки, управління та активізму.

## Поширення
Ендемік Колумбії. Вид трапляється у вологих лісах уздовж басейнів річок Сан-Хуан і Дагуа в околицях міста Буенавентура у департаменті Вальє-дель-Каука на заході Колумбії, простягаючись на схід до передгір'я Західних Кордильєр, але не перевищуючи висот вище 200 м над рівнем моря. Північна межа ареалу поширення залишається неясною, оскільки середній і нижній басейни Сан-Хуан залишаються погано вивченими.
Відомий ареал поширення цього виду включає сім місцевостей, де вирубка лісів через сільське господарство, розширення міста Буенавентура та операції з видобутку золота, безумовно, призведе до зменшення кількості та якості середовища проживання. Таким чином, вид вважається вразливим, але офіційна оцінка все ще відсутня.

## Опис
Тіло завдовжки 21–27 мм. Його можна відрізнити від близького Phyllobates aurotaenia за відсутністю рясних блакитних або сріблястих цяток або мармуровості на вентрі та кінцівках, його рівномірному чорному або синювато-чорному тілі та помаранчевих або червоних, а не зелених або жовтих смугах. Вид дуже отруйний. Його шкірка містить батрахотоксин. При контакті зі шкірою людини батрахотоксини просочуються крізь відкриті рани та, в деяких випадках, через пори шкіри та перешкоджають нервам передавати імпульси, залишаючи м'язи в неактивному стані скорочення. Це може призвести до серцевої недостатності або фібриляції.